# Андрус Йогані
Андрус Йогані (ест. Andrus Johani; 1 вересня 1906, Таллінн, Естонія  — 18 серпня 1941, Тарту, Естонія) — естонський живописець,  графік.

## Біографія
Народився 1 вересня 1906 у Таллінні, Естонія. Після закінчення школи з 1922 по 1926 рік навчався в Талліннському державному художньо-промисловому училищі. У 1926 —1933 роках навчався в Тарту у Вищій художній школі «Паллас» у Адо Ваббе . Разом з ним в художній школі вчилися художники Каарел Лійманд (Kaarel Liimand), А. Бах, Н. Куммітс, Х. Мугасто, які як і Йогані. Брав активну участь в художніх виставках як в Естонії, так і за кордоном. 
Після початку  Другої світової війни брав участь в обороні Тарту. Потрапив в полон і був страчений 18 серпня 1941 року поблизу Тарту 

## Творчість
Манеру художника можна описати як «поетичний реалізм», цей напрям в 1930-х роках було популярно в усьому світі . Його також відносять до представників демократичного спрямування в естонському образотворчому мистецтві . На творчість Йогані вплинули бельгійські реалісти.Він написав ряд жанрових, історичних композицій, портретів і пейзажів . Основною темою його творчості була бідна міська околиця. В кінці 1930-х років він став писати більш складні масові сцени . Серед його творів «Прасувальниці білизни» (1932, Тартуський художній музей), «Портрет батька художника» (1940, Таллінський художній музей) .

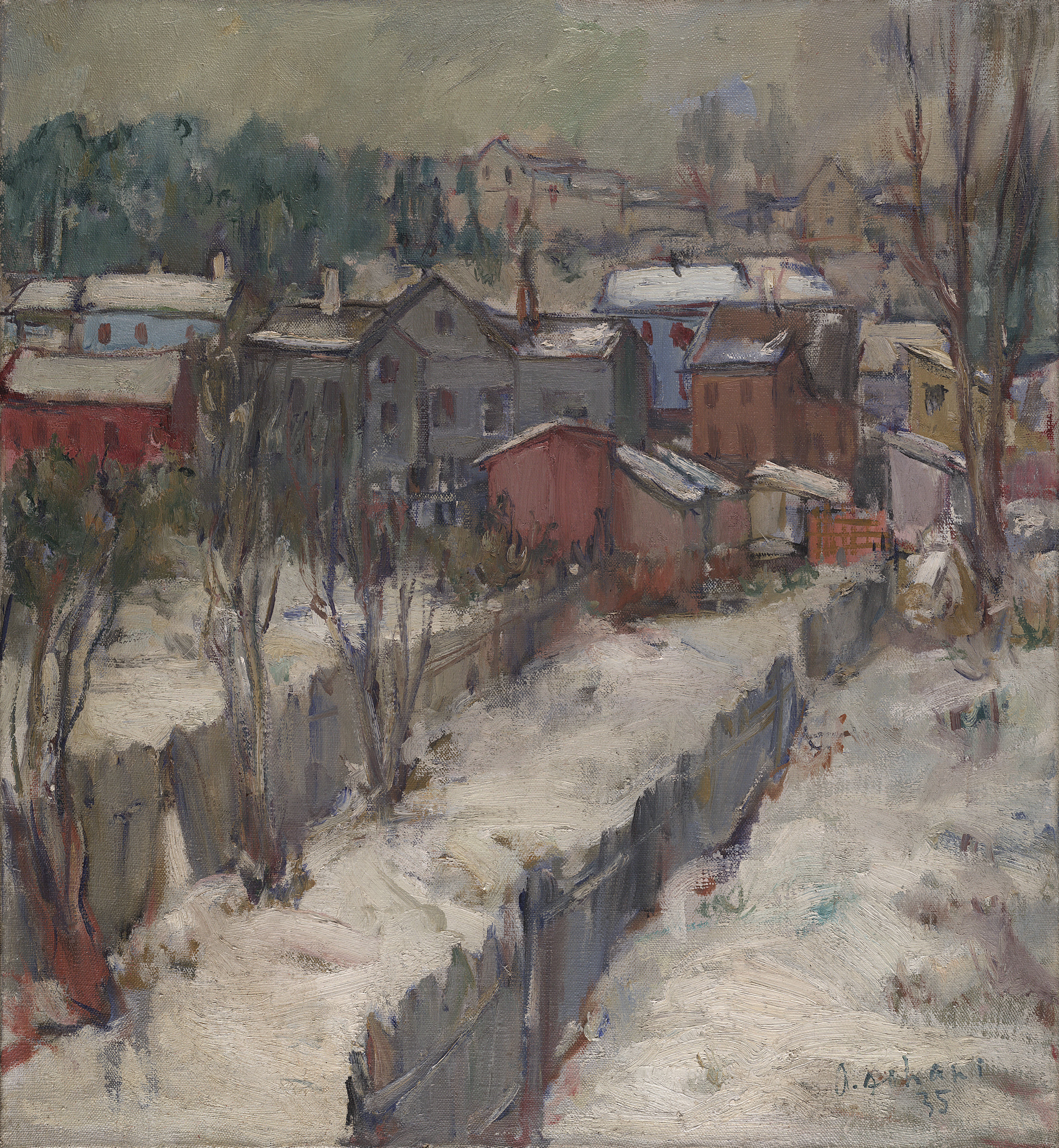
"У передмісті Тарту" (1935)
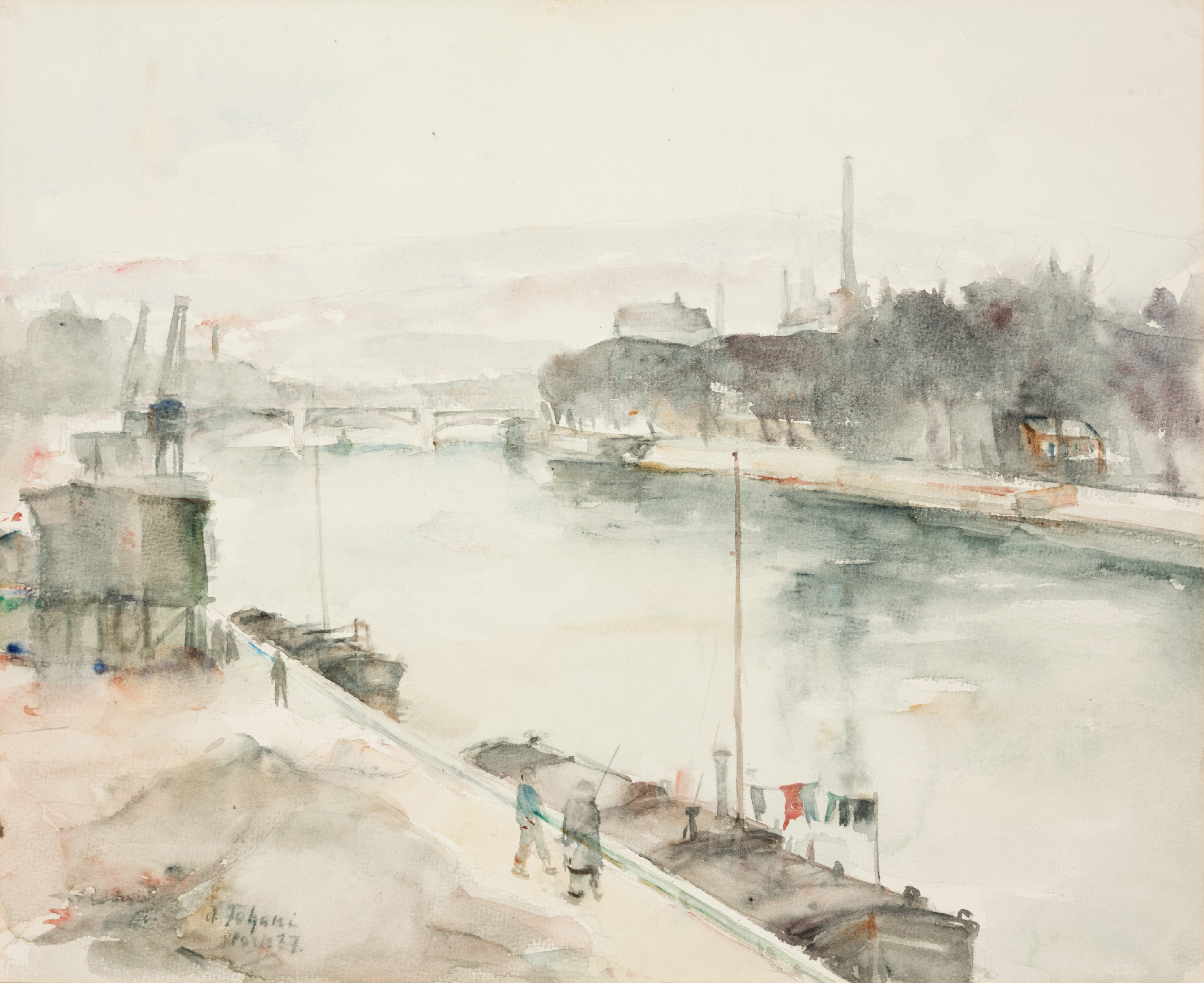
"Вид на Париж" (1937)
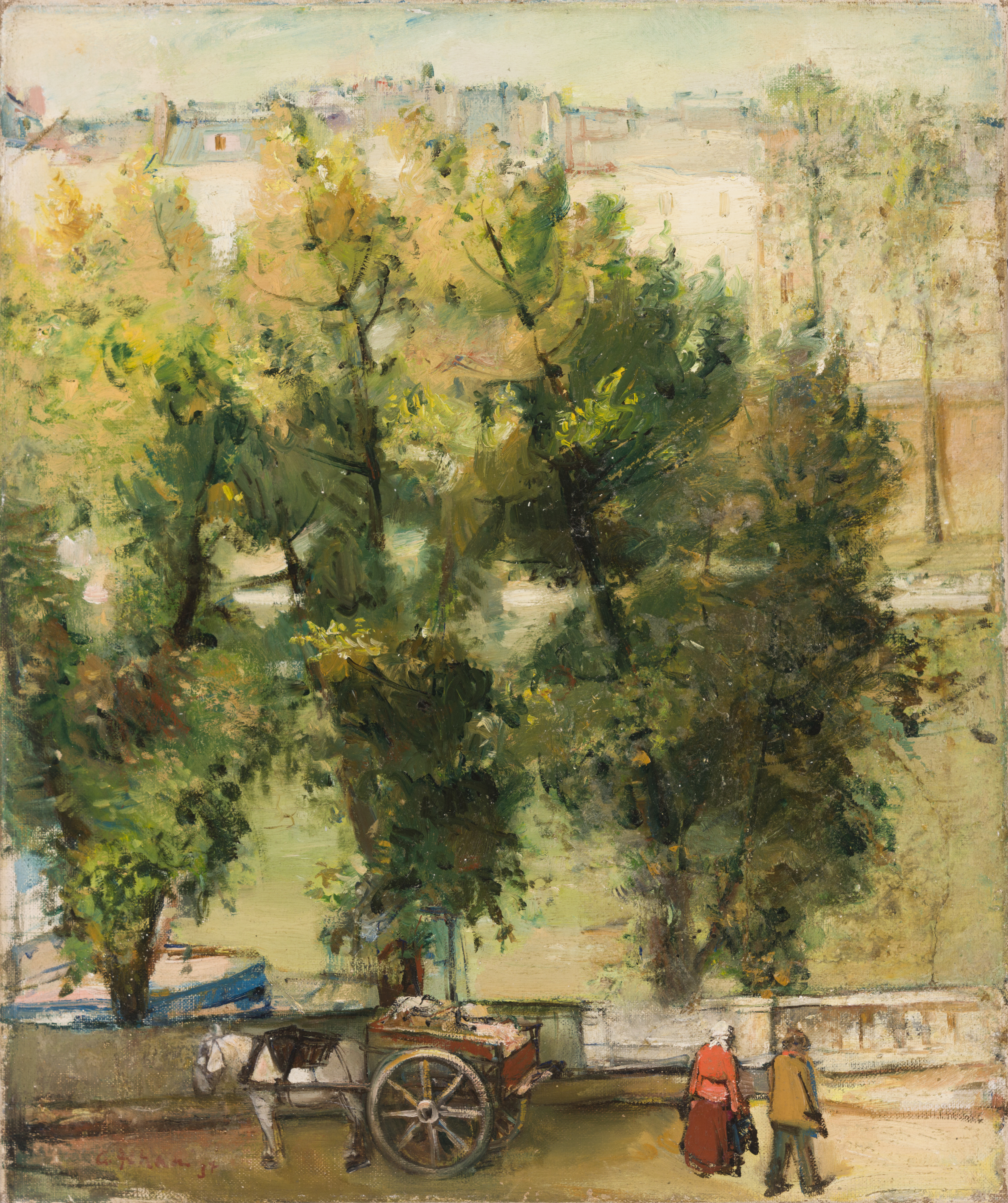
"Паризький мотив ("Пейзаж з конем")
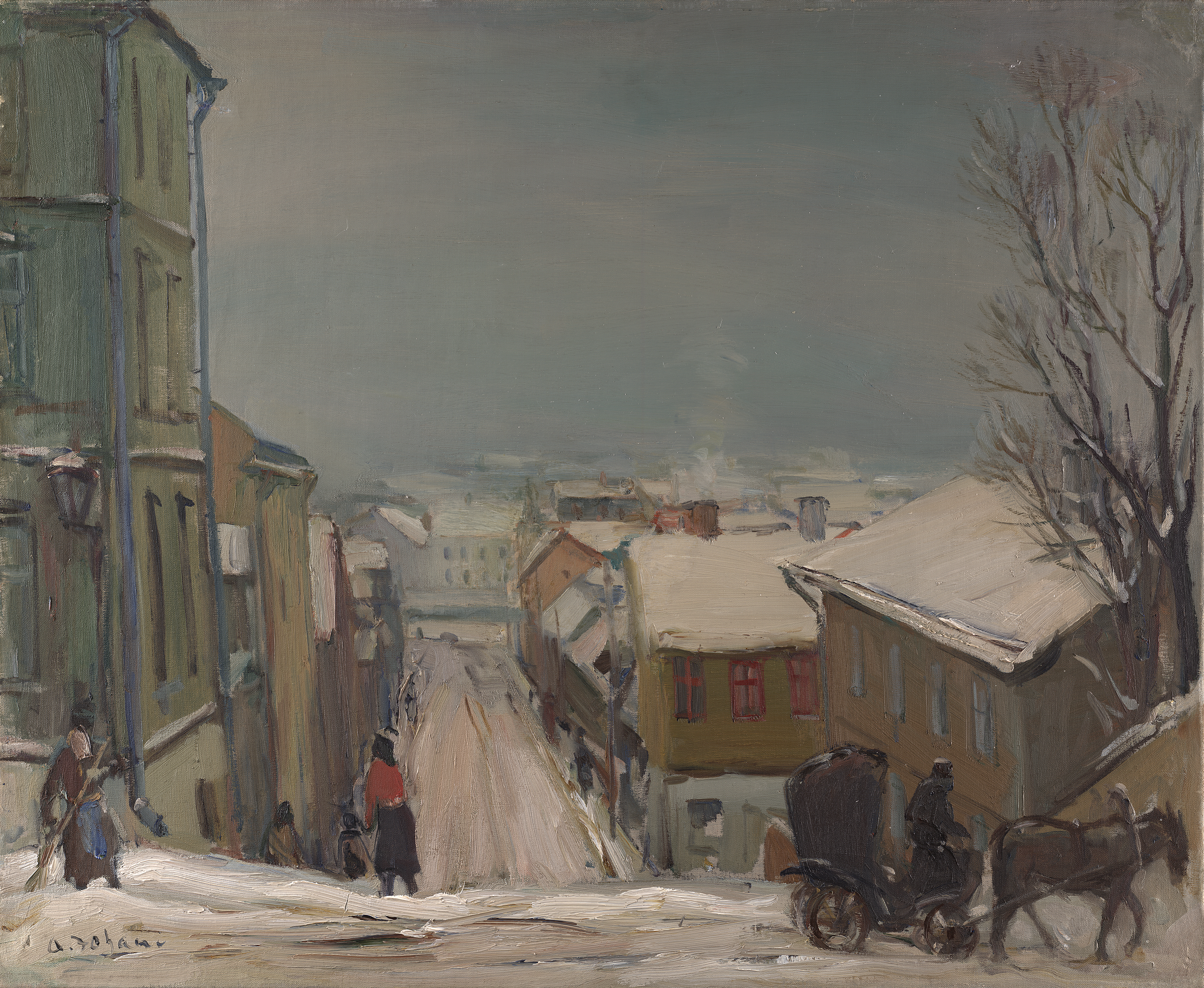
"Зимовий пейзаж у Тарту" (1940)

## Ілюстріції
- G. Suits. Kogutud luuletused. 1938  [Архівовано 19 січня 2019 у Wayback Machine.]

### Картини
- "Rahvapidu". 1939
- "Vangid". Õli, lõuend. 1934
- "Seine'i vaade laevadega". Akvarell.
- "Isa portree". Õli, lõuend. 1940. 97,0 cm x 129,5 cm
- "Eit kukega". Õli, lõuend. 1939. 68,5 cm x 85,0 cm
- "Natüürmort jänesega". Õli, lõuend. 1939. 128,5 x 88,0 cm
- "Talvemaastik Otepäält". Õli, lõuend. 1939. 54 x 64,6 cm
- "Tartu maastik". Õli, lõuend. 1937. 73,2 x 92,2 cm
- "Poiss köiega". Õli, lõuend. 1934. Signatuuriga. 80,0 x 64,0 cm [Архівовано 19 січня 2019 у Wayback Machine.]

### Малюнки
- "Visandid hobusepeadest". Sangviin. 1936
- "Koerake". Süsi, sangviin, seepia. 1933
- "Pargis". Akvarell, kriit, süsi, paber. 1934
- "Tüdrukud". Süsi, paber. 1929
- "Etüüdid maalile „Puie all” Istuv tütarlaps". Sangviin, paber. 1936. 31 x 29 cm
- "Etüüdid maalile „Puie all”, "Daam päevavarjuga". Sangviin, paber. 1936. 35 x 22 cm
- "Istuv vanamees". Pruun kriit, paber. 1936. Vm 42,3 x 24,3 cm
- "Istuv poiss". Pruun kriit, kalka. 1928. Lm 48,6 x 29,4 cm
- "Saunaminejad". Kriit, sangviin, süsi. 1932. Vm 46 x 59,6 cm
- "Etüüd "Sammuv eit". Süsi, sangviin. U. 1931. 56,3 x 31,9 cm
- "Hädaabitöölised liivakarjääris". Süsi, värviline kriit, paber. 1933. Vm 37,2 x 50 cm
- "Saapad" Süsi, paber. 1928. 34 x 42,2 cm
- Pariisi katused. Tušš, paber. 1937 26 x 33 cm

### Виставки
- Kujutava Kunsti Sihtkapitali Valitsuse näitus 1928
- Eesti kunsti näitus Soomes 1929
- Näitus Venemaal 1935
- Andrus Johani, Nikolai Kummitsa ja Kaarel Liimandi näitus Tallinna Kunstihoones 15.06–7.07.1946
- Andrus Johani mälestusnäitus Tartu Kunstimuuseumis 1946
- "Andrus Johani teoste näitus", Kadrioru loss, 27.02.-05.07.1957
- "Andrus Johani teoste näitus", Kadrioru loss, 23.09.-08.11.1976
- "Andrus Johani joonistus ja akvarell A.Rõude kogus", Kadrioru loss, 16.12.1983.-16.05.1984
- "Modernismiaja klassikud. Andrus Johani ja Kaarel Liimand"', Kumu kunstimuuseum 22.09.2006 – 27.05.2007
- "Tartu Ülikooli rektorite portreid" TÜ Kunstimuuseum 30.11.2006 – 15.02.2007

## Родина
Дружина: Хелена Йогані (Helene Johani) (1903-1999) - бібліотекознавець, педагог, директор  Національної бібліотеки Естонії .

## Пам'ять
На честь Андруса Йогані названа вулиця на околиці Тарту.